# Galmaarden
Galmaarden (franceză Gammerages) este o comună în provincia Brabantul Flamand, în Flandra, una dintre cele trei regiuni ale Belgiei. Comuna este formată din localitățile Galmaarden, Tollembeek și Vollezele. Suprafața totală este de 34,93 km². Comuna Galmaarden este situată în zona flamandă vorbitoare de limba neerlandeză a Belgiei. La 1 ianuarie 2008 comuna avea o populație totală de 8.285 locuitori. 